# Pommiers, Gard
Pommiers là một xã trong vùng Occitanie. Xã Pommiers, Gard nằm ở khu vực có độ cao trung bình 430 mét trên mực nước biển.